# Aleen Cust
Aleen Isobel Cust (7 février 1868 - 29 janvier 1937) est une vétérinaire anglo-irlandaise. Elle commence sa carrière en Irlande. En 1922, elle devient la première femme vétérinaire à être reconnue par le Royal College of Veterinary Surgeons ,.

## Jeunesse et éducation
Aleen Cust est née en 1868 à Cordangan Manor, dans le Comté de Tipperary. Son père, Sir Leopold Cust, 2e baronnet, est le petit-fils de Brownlow Cust, 1er baron Brownlow, et travaille comme agent foncier pour la famille Smith-Barry . Sa mère Charlotte Sobieske Isabel Bridgeman est la fille du vice-amiral Charles Orlando Bridgeman et la petite-fille d'Orlando Bridgeman, 1er comte de Bradford) et de  Henry Chamberlain, 1er baronnet .
La quatrième de six enfants , elle aime le plein air lorsqu'elle est enfant, et lorsqu'on lui pose des questions sur son avenir, elle affirme qu' " un vétérinaire était ma réponse pour toujours " .
Elle commence une formation d'infirmière à l'hôpital de Londres, mais l'abandonne pour devenir vétérinaire . Après la mort de son père en 1878, le major Shallcross Fitzherbert Widdington, son tuteur, l'encourage à poursuivre des études et finance sa fréquentation du New Veterinary College de William Williams à Édimbourg ,. Comme sa mère est femme de la chambre à coucher de la reine Victoria  Cust s'inscrit sous le nom d'AI Custance pour éviter tout embarras à sa famille . Elle termine ses études vétérinaires en 1897, remportant la médaille d'or de zoologie mais se voit refuser l'autorisation de passer l'examen final et, par conséquent, n'est pas admise en tant que membre du Collège royal des chirurgiens vétérinaires (RCVS) . Elle conteste cela devant la Court of Session, cherchant à annuler la décision du comité d'examen du RCVS, mais le tribunal refuse de statuer au motif que le RCVS n'est pas domicilié en Écosse . Elle s'est abstenue de toute action en justice à Londres, peut-être en raison du coût potentiel ou de l'embarras social potentiel pour sa mère .

## Carrière
Cust continue néanmoins à pratiquer dans le Comté de Roscommon avec William Augustine Byrne  ayant reçu une recommandation personnelle de William Williams  et vit à Castlestrange House (emplacement de la pierre de Castlestrange, dans la vallée de Suck) près d'Athleague . L'Oxford Dictionary of National Biography déclare qu'il y a des raisons de croire que Byrne et Cust "vivaient comme mari et femme et qu'elle avait deux filles, nées en Écosse, qui ont ensuite été adoptées" . En 1904, elle est brièvement fiancée à Bertram Widdington, le fils de son ancien tuteur, mais à la suite des objections de sa famille concernant sa carrière, le mariage n'a pas lieu .
Cust est ensuite nommée inspectrice vétérinaire par le conseil du comté de Galway en vertu des lois sur les maladies des animaux, une nomination qui est refusée par le RCVS en raison de son manque de reconnaissance professionnelle . Le poste est de nouveau annoncé et lorsque Cust est de nouveau sélectionnée pour le poste, un accord est conclu en vertu duquel elle exerce les fonctions du poste avec un titre modifié . À la mort de Byrne en 1910, Cust reprend le cabinet vétérinaire . Elle pratique à Fort Lyster House près d'Athleague .
Au déclenchement de la Première Guerre mondiale en 1915, Cust quitte l'Irlande pour se porter volontaire au front et semble avoir aidé au traitement et aux soins des chevaux , travaillant avec le YMCA depuis une base près d'Abbeville . En 1917, elle est nommée dans un laboratoire de bactériologie de l'armée qui est associé à un hôpital vétérinaire . Elle est répertoriée comme membre du Queen Mary's Army Auxiliary Corps de janvier à novembre 1918 et il est suggéré que c'est son travail en temps de guerre qui a aidé à son acceptation dans le RCVS après la guerre .
Le Royal College of Veterinary Surgeons de Londres ne reconnait le droit de Cust d'exercer à part entière en Grande-Bretagne qu'en 1922 à la suite de la promulgation de la Sex Disqualification (Removal) Act 1919 ,,. Compte tenu de ses années d'expérience, elle n'est invitée qu'à passer la partie orale de l'examen final . Le 21 décembre 1922, le président du RCVS, Henry Sumner, remet personnellement à Cust son diplôme, et elle devient ainsi la première femme à recevoir un tel diplôme ,,.

## Vie ultérieure et reconnaissance
En raison d'une santé défaillante, Cust ne continue à exercer la profession de vétérinaire que pendant encore deux ans, prenant sa retraite en 1924 . Après avoir vendu son cabinet, elle s'installe dans le village de Plaitford, dans la New Forest dans le Hampshire, en Angleterre . Elle est décédée d'une insuffisance cardiaque  en Jamaïque le 29 janvier 1937 alors qu'elle rendait visite à des amis .
À sa mort, elle laisse au RCVS une somme d'argent pour fonder la bourse de recherche Aleen Cust ,. En 2007, une plaque est érigée en l'honneur de Cust à Castlestrange House, Athleague par Women in Technology and Science et le National Committee for Commemorative Plaques in Science and Technology, avec le soutien de Veterinary Ireland .